# ستراد بينك للسيدات 2025
ستراد بينك للسيدات 2025 (بالإيطالية: Strade Bianche femminile 2025) هو سباق دراجات هوائية من فئة  1.1، وهو الموسم الحادي عشر من ستراد بينك للسيدات، وأقيم في 8 مارس 2025 ضمن سباقات طواف العالم للدراجات للسيدات 2025.
فاز بالمركز الأول ديمي فوليرينغ، وحلَّ في المركز الثاني أنا فان دير بريغين، بينما جاء بولين فيرون-برفوت في المركز الثالث.

## الفرق
| فرق سيدات عالمية (15)- إن إكس تي جي ريسينغ ‏ - كانيون–إس آر إيه إم ‏ - Ceratizit Pro Cycling ‏ - FDJ–Suez ‏ - بلانتور بورا سيلينج تيم ‏ - رالي سايكلنج ‏ - Lidl–Trek (women's team) ‏ - Liv AlUla Jayco ‏ - موفيستار للسيدات ‏ - فريق كوجياس ميتلر لوك برو للدراجات ‏ - فريق سنويب للسيدات ‏ - إس دي وركس ‏ - جامبو فيسما للسيدات ‏ - يو أي أيه تيم 2025 ‏ - فريق أونو إكس برو للدراجات للسيدات ‏ فرق سيدات احترافية (4)- EF Education–Oatly ‏ - باركهوتل فالكنبورغ ‏ - Cofidis Women Team ‏ - لابورال كوتكسا فونداسيون يوسكادي ‏ فرق دراجات قارية سيدات (5)- بيبينك ‏ - Aromitalia–Basso Bikes–Vaiano ‏ - Isolmant–Premac–Vittoria ‏ - Team Mendelspeck ‏ - توب قيرلز فسى برتولو ‏ |  |
| |  |

## المشاركون
| إن إكس تي جي ريسينغ ‏ AGS | إن إكس تي جي ريسينغ ‏ AGS | إن إكس تي جي ريسينغ ‏ AGS |
| ------------------------ | ------------------------ | ------------------------ |
| م                        | عداء                     | مرتبة                    |
| 1                        | Urška Žigart ‏ (طريق)     | 51                       |
| 2                        | Mireia Benito ‏           | 42                       |
| 3                        | Lore De Schepper ‏        | 45                       |
| 4                        | كيمبرلي لي كورت (طريق)   | 14                       |
| 5                        | Gaia Masetti ‏            | لم يكمل السباق           |
| 6                        | آشلي مولمان              | 41                       |

| Aromitalia–Basso Bikes–Vaiano ‏ VAI | Aromitalia–Basso Bikes–Vaiano ‏ VAI | Aromitalia–Basso Bikes–Vaiano ‏ VAI |
| ---------------------------------- | ---------------------------------- | ---------------------------------- |
| م                                  | عداء                               | مرتبة                              |
| 11                                 | Romina Costantini‏                  | لم يكمل السباق                     |
| 12                                 | ITA                                | لم يكمل السباق                     |
| 13                                 | راسا ليليفيتو                      | لم يكمل السباق                     |
| 14                                 | Alice Papo ‏                        | لم يكمل السباق                     |
| 15                                 | Elisa Tottolo‏                      | لم يكمل السباق                     |
| 16                                 | Hanna Tserakh ‏                     | لم يكمل السباق                     |

| بيبينك ‏ BPK | بيبينك ‏ BPK        | بيبينك ‏ BPK    |
| ----------- | ------------------ | -------------- |
| م           | عداء               | مرتبة          |
| 21          | Irene Cagnazzo‏     | لم يكمل السباق |
| 22          | Andrea Casagranda ‏ | لم يكمل السباق |
| 23          | Carmela Cipriani ‏  | لم يكمل السباق |
| 24          | ESP                | لم يكمل السباق |
| 25          | Gaia Segato‏        | 49             |
| 26          | Elisa Valtulini‏    | لم يكمل السباق |

| كانيون–إس آر إيه إم ‏ CSZ | كانيون–إس آر إيه إم ‏ CSZ  | كانيون–إس آر إيه إم ‏ CSZ |
| ------------------------ | ------------------------- | ------------------------ |
| م                        | عداء                      | مرتبة                    |
| 31                       | كاتارزينا نيفيادوما       | لم يكمل السباق           |
| 32                       | Agnieszka Skalniak-Sójka ‏ | لم يكمل السباق           |
| 33                       | سيسيلي أوتوب لودفيغ       | 39                       |
| 34                       | أنطونيا نيدرماير          | 43                       |
| 35                       | ثريا بالادين              | لم يكمل السباق           |
| 36                       | Alice Towers ‏             | 38                       |

| Ceratizit Pro Cycling ‏ CTC | Ceratizit Pro Cycling ‏ CTC | Ceratizit Pro Cycling ‏ CTC |
| -------------------------- | -------------------------- | -------------------------- |
| م                          | عداء                       | مرتبة                      |
| 41                         | ساندرا ألونسو              | لم يكمل السباق             |
| 42                         | فرانزيسكا بروس             | لم يكمل السباق             |
| 43                         | GER                        | لم يكمل السباق             |
| 44                         | Sara Fiorin ‏               | لم يكمل السباق             |
| 45                         | Dilyxine Miermont ‏         | 27                         |
| 46                         | HUN                        | لم يكمل السباق             |

| Cofidis Women Team ‏ COF | Cofidis Women Team ‏ COF | Cofidis Women Team ‏ COF |
| ----------------------- | ----------------------- | ----------------------- |
| م                       | عداء                    | مرتبة                   |
| 51                      | Julie Bego ‏             | لم يكمل السباق          |
| 52                      | Victorie Guilman ‏       | لم يكمل السباق          |
| 53                      | Špela Kern ‏             | لم يكمل السباق          |
| 54                      | كلارا كوبينبرج          | لم يكمل السباق          |
| 55                      | هانا لودفيغ             | لم يبدأ                 |
| 56                      | Nikola Nosková ‏         | لم يكمل السباق          |

| EF Education–Oatly ‏ EFC | EF Education–Oatly ‏ EFC | EF Education–Oatly ‏ EFC |
| ----------------------- | ----------------------- | ----------------------- |
| م                       | عداء                    | مرتبة                   |
| 61                      | Nina Berton ‏            | لم يكمل السباق          |
| 62                      | Letizia Borghesi ‏       | 18                      |
| 63                      | Cédrine Kerbaol ‏        | 33                      |
| 64                      | نينا كيسلر              | لم يكمل السباق          |
| 65                      | سارة روي                | 52                      |
| 66                      | Noemi Rüegg ‏ (طريق)     | 9                       |

| FDJ–Suez ‏ TFS | FDJ–Suez ‏ TFS       | FDJ–Suez ‏ TFS  |
| ------------- | ------------------- | -------------- |
| م             | عداء                | مرتبة          |
| 71            | ديمي فوليرينغ       | 1              |
| 72            | Loes Adegeest ‏      | لم يكمل السباق |
| 73            | Léa Curinier ‏       | 25             |
| 74            | جولييت لابوس (طريق) | 4              |
| 75            | Évita Muzic ‏        | 12             |
| 76            | Marie Le Net ‏       | 53             |

| بلانتور بورا سيلينج تيم ‏ FDC | بلانتور بورا سيلينج تيم ‏ FDC | بلانتور بورا سيلينج تيم ‏ FDC |
| ---------------------------- | ---------------------------- | ---------------------------- |
| م                            | عداء                         | مرتبة                        |
| 81                           | Christina Schweinberger ‏     | 46                           |
| 82                           | Sara Casasola ‏               | 44                           |
| 83                           | Yara Kastelijn ‏              | 6                            |
| 84                           | Puck Pieterse ‏               | 7                            |
| 85                           | Marthe Truyen ‏               | لم يكمل السباق               |
| 86                           | Annemarie Worst ‏             | لم يكمل السباق               |

| رالي سايكلنج ‏ HPH | رالي سايكلنج ‏ HPH   | رالي سايكلنج ‏ HPH |
| ----------------- | ------------------- | ----------------- |
| م                 | عداء                | مرتبة             |
| 91                | ثاليتا دي جونج      | لم يكمل السباق    |
| 92                | Yurani Blanco ‏      | لم يكمل السباق    |
| 93                | Carlotta Cipressi‏   | لم يكمل السباق    |
| 94                | روث ويندر           | لم يكمل السباق    |
| 95                | Barbara Malcotti ‏   | 40                |
| 96                | Mona Mitterwallner ‏ | لم يكمل السباق    |

| Isolmant–Premac–Vittoria ‏ SBT | Isolmant–Premac–Vittoria ‏ SBT | Isolmant–Premac–Vittoria ‏ SBT |
| ----------------------------- | ----------------------------- | ----------------------------- |
| م                             | عداء                          | مرتبة                         |
| 101                           | Sofia Arici‏                   | 48                            |
| 102                           | Valeria Curnis‏                | لم يكمل السباق                |
| 103                           | Sara Pepoli‏                   | لم يكمل السباق                |
| 104                           | Federica Piergiovanni ‏        | لم يكمل السباق                |
| 105                           | Beatrice Rossato ‏             | لم يكمل السباق                |
| 106                           | ITA                           | لم يكمل السباق                |

| لابورال كوتكسا فونداسيون يوسكادي ‏ LKF | لابورال كوتكسا فونداسيون يوسكادي ‏ LKF | لابورال كوتكسا فونداسيون يوسكادي ‏ LKF |
| ------------------------------------- | ------------------------------------- | ------------------------------------- |
| م                                     | عداء                                  | مرتبة                                 |
| 111                                   | Alice Maria Arzuffi ‏                  | لم يكمل السباق                        |
| 112                                   | Yanina Kuskova ‏                       | لم يكمل السباق                        |
| 113                                   | Debora Silvestri ‏                     | لم يكمل السباق                        |
| 114                                   | Arianna Fidanza ‏                      | لم يبدأ                               |
| 115                                   | Laura Tomasi ‏                         | لم يكمل السباق                        |
| 116                                   | Cristina Tonetti ‏                     | لم يكمل السباق                        |

| Lidl–Trek (women's team) ‏ LTK | Lidl–Trek (women's team) ‏ LTK | Lidl–Trek (women's team) ‏ LTK |
| ----------------------------- | ----------------------------- | ----------------------------- |
| م                             | عداء                          | مرتبة                         |
| 121                           | Lizzie Deignan                | لم يكمل السباق                |
| 122                           | Niamh Fisher-Black ‏           | 8                             |
| 123                           | Lauretta Hanson ‏              | 26                            |
| 124                           | آنا هندرسون                   | 35                            |
| 125                           | ريجان ماركوس                  | لم يكمل السباق                |
| 126                           | أماندا سبرات                  | 20                            |

| Liv AlUla Jayco ‏ LIV | Liv AlUla Jayco ‏ LIV     | Liv AlUla Jayco ‏ LIV |
| -------------------- | ------------------------ | -------------------- |
| م                    | عداء                     | مرتبة                |
| 131                  | مارغريتا فيكتوريا غارسيا | 5                    |
| 132                  | Caroline Andersson ‏      | 22                   |
| 133                  | Amber Pate ‏              | 50                   |
| 134                  | Silke Smulders ‏          | 10                   |
| 135                  | Monica Trinca Colonel ‏   | 11                   |
| 136                  | Ella Wyllie ‏             | 21                   |

| موفيستار للسيدات ‏ MOV | موفيستار للسيدات ‏ MOV         | موفيستار للسيدات ‏ MOV |
| --------------------- | ----------------------------- | --------------------- |
| م                     | عداء                          | مرتبة                 |
| 141                   | ليان ليبرت                    | 19                    |
| 142                   | Jelena Erić (cyclist) ‏ (طريق) | لم يكمل السباق        |
| 143                   | فلورتجي ماكايج                | لم يكمل السباق        |
| 144                   | Ana Vitória Magalhães ‏        | لم يكمل السباق        |
| 145                   | Mareille Meijering ‏           | 54                    |
| 146                   | مارلين رويسر                  | لم يكمل السباق        |

| فريق كوجياس ميتلر لوك برو للدراجات ‏ CGS | فريق كوجياس ميتلر لوك برو للدراجات ‏ CGS | فريق كوجياس ميتلر لوك برو للدراجات ‏ CGS |
| --------------------------------------- | --------------------------------------- | --------------------------------------- |
| م                                       | عداء                                    | مرتبة                                   |
| 151                                     | Morgane Coston ‏                         | لم يكمل السباق                          |
| 152                                     | Giulia Giuliani‏                         | لم يكمل السباق                          |
| 154                                     | إيلينا بيروني                           | لم يكمل السباق                          |
| 155                                     | Kaja Rysz ‏                              | لم يكمل السباق                          |
| 156                                     | Giorgia Vettorello ‏                     | لم يكمل السباق                          |

| Team Mendelspeck ‏ MDS | Team Mendelspeck ‏ MDS | Team Mendelspeck ‏ MDS |
| --------------------- | --------------------- | --------------------- |
| م                     | عداء                  | مرتبة                 |
| 161                   | Michela De Grandis‏    | لم يكمل السباق        |
| 162                   | Sara Pellegrini‏       | لم يكمل السباق        |
| 163                   | ITA                   | لم يكمل السباق        |
| 164                   | Asia Sgaravato‏        | لم يكمل السباق        |
| 165                   | Giorgia Tagliavini‏    | لم يكمل السباق        |
| 166                   | Giulia Vallotto‏       | لم يكمل السباق        |

| فريق سنويب للسيدات ‏ TPP | فريق سنويب للسيدات ‏ TPP | فريق سنويب للسيدات ‏ TPP |
| ----------------------- | ----------------------- | ----------------------- |
| م                       | عداء                    | مرتبة                   |
| 171                     | مارتا كافالي            | 36                      |
| 172                     | Francesca Barale ‏       | لم يكمل السباق          |
| 173                     | فرانشيسكا كوش ‏ (طريق)   | لم يكمل السباق          |
| 174                     | Josie Nelson ‏           | 47                      |
| 175                     | Mara Roldan ‏            | لم يكمل السباق          |
| 176                     | Nienke Vinke ‏           | لم يكمل السباق          |

| إس دي وركس ‏ SDW | إس دي وركس ‏ SDW    | إس دي وركس ‏ SDW |
| --------------- | ------------------ | --------------- |
| م               | عداء               | مرتبة           |
| 181             | أنا فان دير بريغين | 2               |
| 182             | Mischa Bredewold ‏  | 15              |
| 183             | Femke Gerritse ‏    | 17              |
| 184             | SUI                | 28              |
| 185             | Blanka Vas ‏ (طريق) | لم يكمل السباق  |
| 186             | لورينا ويبيس       | لم يكمل السباق  |

| جامبو فيسما للسيدات ‏ TVL | جامبو فيسما للسيدات ‏ TVL | جامبو فيسما للسيدات ‏ TVL |
| ------------------------ | ------------------------ | ------------------------ |
| م                        | عداء                     | مرتبة                    |
| 191                      | بولين فيرون-برفوت        | 3                        |
| 192                      | Femke de Vries ‏          | 32                       |
| 193                      | Eva van Agt ‏             | 24                       |
| 194                      | Fem van Empel ‏           | 31                       |
| 195                      | Margaux Vigié ‏           | لم يكمل السباق           |
| 196                      | NED                      | لم يكمل السباق           |

| توب قيرلز فسى برتولو ‏ TOP | توب قيرلز فسى برتولو ‏ TOP | توب قيرلز فسى برتولو ‏ TOP |
| ------------------------- | ------------------------- | ------------------------- |
| م                         | عداء                      | مرتبة                     |
| 201                       | Virginia Bortoli‏          | لم يكمل السباق            |
| 202                       | ITA                       | لم يكمل السباق            |
| 203                       | Elisa De Vallier‏          | لم يكمل السباق            |
| 204                       | ITA                       | لم يكمل السباق            |
| 205                       | ITA                       | لم يكمل السباق            |
| 206                       | Chiara Reghini‏            | لم يكمل السباق            |

| يو أي أيه تيم ‏ UAD | يو أي أيه تيم ‏ UAD          | يو أي أيه تيم ‏ UAD |
| ------------------ | --------------------------- | ------------------ |
| م                  | عداء                        | مرتبة              |
| 211                | إليسا ونغو بورغيني (طريق)   | 55                 |
| 212                | ألينا أمياليوسيك            | 57                 |
| 213                | برودي شابمان                | 37                 |
| 214                | Eleonora Gasparrini ‏        | 56                 |
| 215                | Silvia Persico ‏             | 16                 |
| 216                | Dominika Włodarczyk ‏ (طريق) | 23                 |

| فريق أونو إكس برو للدراجات للسيدات ‏ UXM | فريق أونو إكس برو للدراجات للسيدات ‏ UXM | فريق أونو إكس برو للدراجات للسيدات ‏ UXM |
| --------------------------------------- | --------------------------------------- | --------------------------------------- |
| م                                       | عداء                                    | مرتبة                                   |
| 221                                     | DEN                                     | 30                                      |
| 222                                     | Teuntje Beekhuis ‏                       | لم يكمل السباق                          |
| 223                                     | Simone Boilard ‏                         | 29                                      |
| 224                                     | Marte Berg Edseth ‏                      | 13                                      |
| 225                                     | Ingvild Gåskjenn ‏                       | لم يكمل السباق                          |
| 226                                     | Linda Zanetti ‏                          | لم يكمل السباق                          |

| باركهوتل فالكنبورغ ‏ VWT | باركهوتل فالكنبورغ ‏ VWT | باركهوتل فالكنبورغ ‏ VWT |
| ----------------------- | ----------------------- | ----------------------- |
| م                       | عداء                    | مرتبة                   |
| 231                     | Eline Jansen (cyclist) ‏ | لم يكمل السباق          |
| 232                     | NED                     | لم يكمل السباق          |
| 233                     | Marieke Meert‏           | لم يكمل السباق          |
| 234                     | NED                     | لم يكمل السباق          |
| 235                     | Margot Vanpachtenbeke ‏  | 34                      |
| 236                     | Bodine Vollering‏        | لم يكمل السباق          |

| إن إكس تي جي ريسينغ ‏ AGS | إن إكس تي جي ريسينغ ‏ AGS | إن إكس تي جي ريسينغ ‏ AGS |
| ------------------------ | ------------------------ | ------------------------ |
| م                        | عداء                     | مرتبة                    |
| 1                        | Urška Žigart ‏ (طريق)     | 51                       |
| 2                        | Mireia Benito ‏           | 42                       |
| 3                        | Lore De Schepper ‏        | 45                       |
| 4                        | كيمبرلي لي كورت (طريق)   | 14                       |
| 5                        | Gaia Masetti ‏            | لم يكمل السباق           |
| 6                        | آشلي مولمان              | 41                       |

| Aromitalia–Basso Bikes–Vaiano ‏ VAI | Aromitalia–Basso Bikes–Vaiano ‏ VAI | Aromitalia–Basso Bikes–Vaiano ‏ VAI |
| ---------------------------------- | ---------------------------------- | ---------------------------------- |
| م                                  | عداء                               | مرتبة                              |
| 11                                 | Romina Costantini‏                  | لم يكمل السباق                     |
| 12                                 | ITA                                | لم يكمل السباق                     |
| 13                                 | راسا ليليفيتو                      | لم يكمل السباق                     |
| 14                                 | Alice Papo ‏                        | لم يكمل السباق                     |
| 15                                 | Elisa Tottolo‏                      | لم يكمل السباق                     |
| 16                                 | Hanna Tserakh ‏                     | لم يكمل السباق                     |

| بيبينك ‏ BPK | بيبينك ‏ BPK        | بيبينك ‏ BPK    |
| ----------- | ------------------ | -------------- |
| م           | عداء               | مرتبة          |
| 21          | Irene Cagnazzo‏     | لم يكمل السباق |
| 22          | Andrea Casagranda ‏ | لم يكمل السباق |
| 23          | Carmela Cipriani ‏  | لم يكمل السباق |
| 24          | ESP                | لم يكمل السباق |
| 25          | Gaia Segato‏        | 49             |
| 26          | Elisa Valtulini‏    | لم يكمل السباق |

| كانيون–إس آر إيه إم ‏ CSZ | كانيون–إس آر إيه إم ‏ CSZ  | كانيون–إس آر إيه إم ‏ CSZ |
| ------------------------ | ------------------------- | ------------------------ |
| م                        | عداء                      | مرتبة                    |
| 31                       | كاتارزينا نيفيادوما       | لم يكمل السباق           |
| 32                       | Agnieszka Skalniak-Sójka ‏ | لم يكمل السباق           |
| 33                       | سيسيلي أوتوب لودفيغ       | 39                       |
| 34                       | أنطونيا نيدرماير          | 43                       |
| 35                       | ثريا بالادين              | لم يكمل السباق           |
| 36                       | Alice Towers ‏             | 38                       |

| Ceratizit Pro Cycling ‏ CTC | Ceratizit Pro Cycling ‏ CTC | Ceratizit Pro Cycling ‏ CTC |
| -------------------------- | -------------------------- | -------------------------- |
| م                          | عداء                       | مرتبة                      |
| 41                         | ساندرا ألونسو              | لم يكمل السباق             |
| 42                         | فرانزيسكا بروس             | لم يكمل السباق             |
| 43                         | GER                        | لم يكمل السباق             |
| 44                         | Sara Fiorin ‏               | لم يكمل السباق             |
| 45                         | Dilyxine Miermont ‏         | 27                         |
| 46                         | HUN                        | لم يكمل السباق             |

| Cofidis Women Team ‏ COF | Cofidis Women Team ‏ COF | Cofidis Women Team ‏ COF |
| ----------------------- | ----------------------- | ----------------------- |
| م                       | عداء                    | مرتبة                   |
| 51                      | Julie Bego ‏             | لم يكمل السباق          |
| 52                      | Victorie Guilman ‏       | لم يكمل السباق          |
| 53                      | Špela Kern ‏             | لم يكمل السباق          |
| 54                      | كلارا كوبينبرج          | لم يكمل السباق          |
| 55                      | هانا لودفيغ             | لم يبدأ                 |
| 56                      | Nikola Nosková ‏         | لم يكمل السباق          |

| EF Education–Oatly ‏ EFC | EF Education–Oatly ‏ EFC | EF Education–Oatly ‏ EFC |
| ----------------------- | ----------------------- | ----------------------- |
| م                       | عداء                    | مرتبة                   |
| 61                      | Nina Berton ‏            | لم يكمل السباق          |
| 62                      | Letizia Borghesi ‏       | 18                      |
| 63                      | Cédrine Kerbaol ‏        | 33                      |
| 64                      | نينا كيسلر              | لم يكمل السباق          |
| 65                      | سارة روي                | 52                      |
| 66                      | Noemi Rüegg ‏ (طريق)     | 9                       |

| FDJ–Suez ‏ TFS | FDJ–Suez ‏ TFS       | FDJ–Suez ‏ TFS  |
| ------------- | ------------------- | -------------- |
| م             | عداء                | مرتبة          |
| 71            | ديمي فوليرينغ       | 1              |
| 72            | Loes Adegeest ‏      | لم يكمل السباق |
| 73            | Léa Curinier ‏       | 25             |
| 74            | جولييت لابوس (طريق) | 4              |
| 75            | Évita Muzic ‏        | 12             |
| 76            | Marie Le Net ‏       | 53             |

| بلانتور بورا سيلينج تيم ‏ FDC | بلانتور بورا سيلينج تيم ‏ FDC | بلانتور بورا سيلينج تيم ‏ FDC |
| ---------------------------- | ---------------------------- | ---------------------------- |
| م                            | عداء                         | مرتبة                        |
| 81                           | Christina Schweinberger ‏     | 46                           |
| 82                           | Sara Casasola ‏               | 44                           |
| 83                           | Yara Kastelijn ‏              | 6                            |
| 84                           | Puck Pieterse ‏               | 7                            |
| 85                           | Marthe Truyen ‏               | لم يكمل السباق               |
| 86                           | Annemarie Worst ‏             | لم يكمل السباق               |

| رالي سايكلنج ‏ HPH | رالي سايكلنج ‏ HPH   | رالي سايكلنج ‏ HPH |
| ----------------- | ------------------- | ----------------- |
| م                 | عداء                | مرتبة             |
| 91                | ثاليتا دي جونج      | لم يكمل السباق    |
| 92                | Yurani Blanco ‏      | لم يكمل السباق    |
| 93                | Carlotta Cipressi‏   | لم يكمل السباق    |
| 94                | روث ويندر           | لم يكمل السباق    |
| 95                | Barbara Malcotti ‏   | 40                |
| 96                | Mona Mitterwallner ‏ | لم يكمل السباق    |

| Isolmant–Premac–Vittoria ‏ SBT | Isolmant–Premac–Vittoria ‏ SBT | Isolmant–Premac–Vittoria ‏ SBT |
| ----------------------------- | ----------------------------- | ----------------------------- |
| م                             | عداء                          | مرتبة                         |
| 101                           | Sofia Arici‏                   | 48                            |
| 102                           | Valeria Curnis‏                | لم يكمل السباق                |
| 103                           | Sara Pepoli‏                   | لم يكمل السباق                |
| 104                           | Federica Piergiovanni ‏        | لم يكمل السباق                |
| 105                           | Beatrice Rossato ‏             | لم يكمل السباق                |
| 106                           | ITA                           | لم يكمل السباق                |

| لابورال كوتكسا فونداسيون يوسكادي ‏ LKF | لابورال كوتكسا فونداسيون يوسكادي ‏ LKF | لابورال كوتكسا فونداسيون يوسكادي ‏ LKF |
| ------------------------------------- | ------------------------------------- | ------------------------------------- |
| م                                     | عداء                                  | مرتبة                                 |
| 111                                   | Alice Maria Arzuffi ‏                  | لم يكمل السباق                        |
| 112                                   | Yanina Kuskova ‏                       | لم يكمل السباق                        |
| 113                                   | Debora Silvestri ‏                     | لم يكمل السباق                        |
| 114                                   | Arianna Fidanza ‏                      | لم يبدأ                               |
| 115                                   | Laura Tomasi ‏                         | لم يكمل السباق                        |
| 116                                   | Cristina Tonetti ‏                     | لم يكمل السباق                        |

| Lidl–Trek (women's team) ‏ LTK | Lidl–Trek (women's team) ‏ LTK | Lidl–Trek (women's team) ‏ LTK |
| ----------------------------- | ----------------------------- | ----------------------------- |
| م                             | عداء                          | مرتبة                         |
| 121                           | Lizzie Deignan                | لم يكمل السباق                |
| 122                           | Niamh Fisher-Black ‏           | 8                             |
| 123                           | Lauretta Hanson ‏              | 26                            |
| 124                           | آنا هندرسون                   | 35                            |
| 125                           | ريجان ماركوس                  | لم يكمل السباق                |
| 126                           | أماندا سبرات                  | 20                            |

| Liv AlUla Jayco ‏ LIV | Liv AlUla Jayco ‏ LIV     | Liv AlUla Jayco ‏ LIV |
| -------------------- | ------------------------ | -------------------- |
| م                    | عداء                     | مرتبة                |
| 131                  | مارغريتا فيكتوريا غارسيا | 5                    |
| 132                  | Caroline Andersson ‏      | 22                   |
| 133                  | Amber Pate ‏              | 50                   |
| 134                  | Silke Smulders ‏          | 10                   |
| 135                  | Monica Trinca Colonel ‏   | 11                   |
| 136                  | Ella Wyllie ‏             | 21                   |

| موفيستار للسيدات ‏ MOV | موفيستار للسيدات ‏ MOV         | موفيستار للسيدات ‏ MOV |
| --------------------- | ----------------------------- | --------------------- |
| م                     | عداء                          | مرتبة                 |
| 141                   | ليان ليبرت                    | 19                    |
| 142                   | Jelena Erić (cyclist) ‏ (طريق) | لم يكمل السباق        |
| 143                   | فلورتجي ماكايج                | لم يكمل السباق        |
| 144                   | Ana Vitória Magalhães ‏        | لم يكمل السباق        |
| 145                   | Mareille Meijering ‏           | 54                    |
| 146                   | مارلين رويسر                  | لم يكمل السباق        |

| فريق كوجياس ميتلر لوك برو للدراجات ‏ CGS | فريق كوجياس ميتلر لوك برو للدراجات ‏ CGS | فريق كوجياس ميتلر لوك برو للدراجات ‏ CGS |
| --------------------------------------- | --------------------------------------- | --------------------------------------- |
| م                                       | عداء                                    | مرتبة                                   |
| 151                                     | Morgane Coston ‏                         | لم يكمل السباق                          |
| 152                                     | Giulia Giuliani‏                         | لم يكمل السباق                          |
| 154                                     | إيلينا بيروني                           | لم يكمل السباق                          |
| 155                                     | Kaja Rysz ‏                              | لم يكمل السباق                          |
| 156                                     | Giorgia Vettorello ‏                     | لم يكمل السباق                          |

| Team Mendelspeck ‏ MDS | Team Mendelspeck ‏ MDS | Team Mendelspeck ‏ MDS |
| --------------------- | --------------------- | --------------------- |
| م                     | عداء                  | مرتبة                 |
| 161                   | Michela De Grandis‏    | لم يكمل السباق        |
| 162                   | Sara Pellegrini‏       | لم يكمل السباق        |
| 163                   | ITA                   | لم يكمل السباق        |
| 164                   | Asia Sgaravato‏        | لم يكمل السباق        |
| 165                   | Giorgia Tagliavini‏    | لم يكمل السباق        |
| 166                   | Giulia Vallotto‏       | لم يكمل السباق        |

| فريق سنويب للسيدات ‏ TPP | فريق سنويب للسيدات ‏ TPP | فريق سنويب للسيدات ‏ TPP |
| ----------------------- | ----------------------- | ----------------------- |
| م                       | عداء                    | مرتبة                   |
| 171                     | مارتا كافالي            | 36                      |
| 172                     | Francesca Barale ‏       | لم يكمل السباق          |
| 173                     | فرانشيسكا كوش ‏ (طريق)   | لم يكمل السباق          |
| 174                     | Josie Nelson ‏           | 47                      |
| 175                     | Mara Roldan ‏            | لم يكمل السباق          |
| 176                     | Nienke Vinke ‏           | لم يكمل السباق          |

| إس دي وركس ‏ SDW | إس دي وركس ‏ SDW    | إس دي وركس ‏ SDW |
| --------------- | ------------------ | --------------- |
| م               | عداء               | مرتبة           |
| 181             | أنا فان دير بريغين | 2               |
| 182             | Mischa Bredewold ‏  | 15              |
| 183             | Femke Gerritse ‏    | 17              |
| 184             | SUI                | 28              |
| 185             | Blanka Vas ‏ (طريق) | لم يكمل السباق  |
| 186             | لورينا ويبيس       | لم يكمل السباق  |

| جامبو فيسما للسيدات ‏ TVL | جامبو فيسما للسيدات ‏ TVL | جامبو فيسما للسيدات ‏ TVL |
| ------------------------ | ------------------------ | ------------------------ |
| م                        | عداء                     | مرتبة                    |
| 191                      | بولين فيرون-برفوت        | 3                        |
| 192                      | Femke de Vries ‏          | 32                       |
| 193                      | Eva van Agt ‏             | 24                       |
| 194                      | Fem van Empel ‏           | 31                       |
| 195                      | Margaux Vigié ‏           | لم يكمل السباق           |
| 196                      | NED                      | لم يكمل السباق           |

| توب قيرلز فسى برتولو ‏ TOP | توب قيرلز فسى برتولو ‏ TOP | توب قيرلز فسى برتولو ‏ TOP |
| ------------------------- | ------------------------- | ------------------------- |
| م                         | عداء                      | مرتبة                     |
| 201                       | Virginia Bortoli‏          | لم يكمل السباق            |
| 202                       | ITA                       | لم يكمل السباق            |
| 203                       | Elisa De Vallier‏          | لم يكمل السباق            |
| 204                       | ITA                       | لم يكمل السباق            |
| 205                       | ITA                       | لم يكمل السباق            |
| 206                       | Chiara Reghini‏            | لم يكمل السباق            |

| يو أي أيه تيم ‏ UAD | يو أي أيه تيم ‏ UAD          | يو أي أيه تيم ‏ UAD |
| ------------------ | --------------------------- | ------------------ |
| م                  | عداء                        | مرتبة              |
| 211                | إليسا ونغو بورغيني (طريق)   | 55                 |
| 212                | ألينا أمياليوسيك            | 57                 |
| 213                | برودي شابمان                | 37                 |
| 214                | Eleonora Gasparrini ‏        | 56                 |
| 215                | Silvia Persico ‏             | 16                 |
| 216                | Dominika Włodarczyk ‏ (طريق) | 23                 |

| فريق أونو إكس برو للدراجات للسيدات ‏ UXM | فريق أونو إكس برو للدراجات للسيدات ‏ UXM | فريق أونو إكس برو للدراجات للسيدات ‏ UXM |
| --------------------------------------- | --------------------------------------- | --------------------------------------- |
| م                                       | عداء                                    | مرتبة                                   |
| 221                                     | DEN                                     | 30                                      |
| 222                                     | Teuntje Beekhuis ‏                       | لم يكمل السباق                          |
| 223                                     | Simone Boilard ‏                         | 29                                      |
| 224                                     | Marte Berg Edseth ‏                      | 13                                      |
| 225                                     | Ingvild Gåskjenn ‏                       | لم يكمل السباق                          |
| 226                                     | Linda Zanetti ‏                          | لم يكمل السباق                          |

| باركهوتل فالكنبورغ ‏ VWT | باركهوتل فالكنبورغ ‏ VWT | باركهوتل فالكنبورغ ‏ VWT |
| ----------------------- | ----------------------- | ----------------------- |
| م                       | عداء                    | مرتبة                   |
| 231                     | Eline Jansen (cyclist) ‏ | لم يكمل السباق          |
| 232                     | NED                     | لم يكمل السباق          |
| 233                     | Marieke Meert‏           | لم يكمل السباق          |
| 234                     | NED                     | لم يكمل السباق          |
| 235                     | Margot Vanpachtenbeke ‏  | 34                      |
| 236                     | Bodine Vollering‏        | لم يكمل السباق          |

## التصنيف العام النهائي
| التصنيف العام         | التصنيف العام            | التصنيف العام             | التصنيف العام | التصنيف العام |
| المتسابقة             | المتسابقة                | الفريق                    | الوقت         |               |
| --------------------- | ------------------------ | ------------------------- | ------------- | ------------- |
| 1                     | ديمي فوليرينغ            | FDJ–Suez ‏                 | 3 س 49 د 04 ث |               |
| 2                     | أنا فان دير بريغين       | إس دي وركس ‏               | + 18 ث        |               |
| 3                     | بولين فيرون-برفوت        | جامبو فيسما للسيدات ‏      | + 1 د 42 ث    |               |
| 4                     | جولييت لابوس             | FDJ–Suez ‏                 | + 1 د 42 ث    |               |
| 5                     | مارغريتا فيكتوريا غارسيا | Liv AlUla Jayco ‏          | + 1 د 47 ث    |               |
| 6                     | Yara Kastelijn ‏          | بلانتور بورا سيلينج تيم ‏  | + 1 د 48 ث    |               |
| 7                     | Puck Pieterse ‏           | بلانتور بورا سيلينج تيم ‏  | + 1 د 49 ث    |               |
| 8                     | Niamh Fisher-Black ‏      | Lidl–Trek (women's team) ‏ | + 1 د 54 ث    |               |
| 9                     | Noemi Rüegg ‏             | EF Education–Oatly ‏       | + 1 د 55 ث    |               |
| 10                    | Silke Smulders ‏          | Liv AlUla Jayco ‏          | + 1 د 59 ث    |               |
|                       |                          |                           |               |               |
| مصدر: ProCyclingStats |                          |                           |               |               |

## وصلات خارجية
- لمحة عن سباق ستراد بينك للسيدات 2025 على موقع  ProCyclingStats   (برو  سايكلنج  ستاتس) - إحصاءات  محترفي  الدراجات.

- ستراد بينك للسيدات 2025 على موقع إحصائيات الدراجات الإحترافية (الإنجليزية)